# Бунк, Герард
Герард Бунк (нем. Gerard Bunk; 4 марта 1888, Роттердам — 13 сентября 1958, Камен) — немецкий композитор и органист нидерландского происхождения.

## Биография
Сын хормейстера и музыкального педагога Херардуса Корнелиса Бунка (1850—1941). Учился музыке у своего отца, с 1901 г. занимался теорией музыки и фортепианной игрой под руководством Антона Верхея, одновременно начал работать ассистентом органиста и руководить вокальной студией при одном из городских хоров. К 1902 году относится первое сочинение Бунка — романс для фортепиано в четыре руки. В 1906—1907 гг. Бунк завершил своё профессиональное образование как композитор и пианист, занимаясь в Билефельде у Ханса Хермана. С 1907 г. концертировал как органист, в 1908 г. сочинил первое заметное произведение — Легенду для органа Op. 29.
В 1910 г. участвовал в фестивале музыки Макса Регера в Дортмунде, после чего по рекомендации Регера начал преподавать в дортмундской Консерватории Георга Хюттнера; среди его учеников, в частности, Г. Э. Лессинг. Был титулярным органистом нескольких городских церквей, с 1925 г. органист собора Святого Ринальда (вплоть до его разрушения в 1944 году).
В 1958 г. опубликовал книгу воспоминаний «Любовь к органу» (нем. Liebe zur Orgel).
Основу композиторского наследия Бунка составляют органные и хоровые сочинения. Ему принадлежит также Симфония Op. 75 (1925), посвящённая дирижёру Фердинанду Вагнеру и впервые исполненная им в Карлсруэ.